# Kluski (Wieluń)
Pour les articles homonymes, voir Kluski (homonymie).
Kluski est une localité polonaise de la gmina de Pątnów, située dans le powiat de Wieluń en voïvodie de Łódź.